# اسید گزانتورنیک
اسید گزانتورنیک Xanthurenic acid یک ماده آروماتیک بوده و به عنوان ماده فرعی کاتابولیسم تریپتوفان تولید می‌شود. در کمبود ویتامین ب ۶ و برخی اختلالات کاتابولیسم تریپتوفان، مقدار آن در ادرار افزایش میابد. مشخص شده است که این ماده باعث القای گامت زایی در پلاسمودیوم فالسی پاروم (انگل عامل مالاریا) می‌شود.